# NGC 2611
NGC 2611 est une galaxie spirale située dans la constellation du Cancer. NGC 2611 a été découverte par l'astronome allemand Albert Marth en 1865.

## Caractéristiques
Sa vitesse par rapport au fond diffus cosmologique est de 5 482 ± 5 482 km/s, ce qui correspond à une distance de Hubble de 80,9 ± 5,7 Mpc (∼264 millions d'al).
La base de données NASA/IPAC classe cette galaxie comme une spirale barrée, mais on ne voit pas la présence d'une barre sur l'image prise par le relevé SDSS.
NGC 2611 présente une large raie HI. Selon la base de données Simbad, NGC 2611 est une radiogalaxie.